# János Hajdú
János Iván Hajdú (ur. 10 września 1904 w Budapeszcie, zm. 12 lipca 1981 tamże) – węgierski szermierz, czterokrotny medalista mistrzostw świata.
Na igrzyskach olimpijskich w Amsterdamie w 1928 roku w szpadzie indywidualnej dotarł do ćwierćfinałów, a w turnieju drużynowym odpadł w pierwszej rundzie. Były to jego jedyne starty olimpijskie.
Podczas mistrzostw świata w Neapolu w 1929 roku (oficjalnie zawody tego cyklu rozgrywane są pod tą nazwą dopiero od 1937) wywalczył brązowy medal we florecie drużynowym. W tej samej konkurencji zdobył również srebro na mistrzostwach świata w Wiedniu w 1931 roku oraz kolejne brązowe medale: na mistrzostwach świata w Budapeszcie w 1933 roku i mistrzostwach świata w Lozannie dwa lata później. 
Był działaczem sportowym. Z jego inicjatywy zorganizowano pierwsze mistrzostwa Węgier w szpadzie, dzięki niemu też Węgrzy startowali w konkurencjach szpady na IO 1928. Był też międzynarodowym sędzią.